# Alfred Fones
Alfred Civilion Fones (* 1869 in Bridgeport, Connecticut; † 15. März 1938) war ein US-amerikanischer Zahnarzt. Er gilt als ein Wegbereiter der Professionalisierung der Zahnhygiene, die im Jahr 1906 begann. Fones etablierte den Begriff „dental hygienist“ und gründete im Jahr 1913 die erste Schule für Zahnhygiene. Fones Vater war ebenfalls praktizierender Zahnarzt. Fones erwarb seinen Studienabschluss am New York College of Dentistry 1890.
Seit 1906 unterrichtete er seine Arzthelferin und Cousine Irene M. Newman in professioneller Zahnreinigung. Deswegen gilt sie als weltweit erste Dentalhygienikerin. Fones erstellte für den Unterricht eigens Lehrmittel aus den in seiner Praxis gezogenen Zähnen, indem er diese in eine Modelliermasse fügte und mit Gips am Hals eines jeden Zahns Zahnstein und Verfärbungen simulierte. Newman begann mit der öffentlichen Durchführung oraler Prophylaxemaßnahmen im Jahr 1907.

## Ehrungen
- Von der Connecticut State Dental Association erhielt Fones 1922 als erster die Newell Sill Jenkins Medal.[1]
- Fones erhielt 1933 für seine Verdienste den Fauchard Gold Medal Award der Pierre Fauchard Academy.[2]

## Fones School of Dental Hygiene
Newmans Zahnpflegeanleitung schien den geschulten Kindern zu helfen, deshalb rief sie ein Programm zur vorbeugenden zahnärztlichen Behandlung für Schülerinnen und Schüler in Bridgeport ins Leben.
Im Jahr 1913 gründete Fones eine Schule für Zahnarzthelfer und überzeugte das Bridgeport Board of Education zur Finanzierung des Programms.
Obwohl die Dentalhygienikerinnen für die Arbeit in Arztpraxen ausgebildet wurden, war Fones' primäres Ziel, sie in Schulen zu arbeiten zu lassen. Die erste Ausbildungsklasse umfasste 34 Frauen, darunter Lehrerinnen, Krankenschwestern und Ehefrauen von Ärzten.
Zu den Dozenten zählten die Dekane der zahnmedizinischen Ausbildungsstätten von Pennsylvania und Harvard, sieben Professoren aus Yale und zwei aus Kolumbien.
1949, elf Jahre nach seinem Tod am 15. März 1938, wurde seine Schule wieder eröffnet.
Die Fones School of Dental Hygiene hat heute ihren Sitz an der Universität von Bridgeport.